# Expander
Inteso come strumento musicale, genericamente per expander si intende un modulo di espansione timbrico che, pilotato via MIDI, consente di generare suoni. Esistono expander che rispettano lo standard General MIDI o General Midi 2, come esistono expander dedicati solo a particolari tipi di sonorità (pianoforti, batterie, suoni orchestrali, sintetizzatori, etc.).
Inteso come processore di segnale, l'expander ha la funzione inversa del compressore. È utilizzato per espandere il range dinamico di un segnale.

## Tipologia
Gli expander in genere non sono dotati di una tastiera per poterli controllare, ma sono pilotabili solo via MIDI da un altro strumento, in quanto si presuppone che l'utente ne sia già in possesso. Il nome Expander sta proprio a significare "modulo di espansione di un setup già esistente". Ciò non toglie che anche una normale tastiera arranger pilotata via MIDI da un altro strumento possa essere considerata in un certo senso un expander.

## Sperimentazioni
È di recente sviluppo il fenomeno del circuit bending: si tratta di una tecnica di expanding che prevede uno snaturamento dell'intonazione del suono riprodotto, in quanto l'expander utilizzato è un circuito integrato, solitamente costruito dal musicista stesso, che prevede la riproduzione di suoni (sample preesistenti sulla scheda integrata utilizzata) tipici di videogiochi, giochi educativi come il "Clementino" della Clementoni o anche pupazzi parlanti come il celebre "Furby" (diventato ormai di culto nella sua versione "Bent", è stato utilizzato da moltissimi musicisti elettronici molto più per la sua fama che per la sua versatilità di campioni).
È complesso il procedimento che porta all'utilizzo di Circuiti Bent in quanto sono utilizzati sia come fonte sonora principale (ponendoli in ingresso ad un campionatore), sia come modulatori di segnali in uscita (alcuni dei più aperti e sperimentatori chitarristi li utilizzano nei concerti come pedaliere per chitarra elettrica).